# Отворена (филм)
„Отворена“ је српски филм из 2016 године редитеља и сценаристе Момира Милошевића. Цео филм је испричан из перспективе Саре, девојке фрустриране због средине и околности које јој не дозвољавају да у потпуности испољи осећања, чак и онда када је то саставни део тинејџерског испитивања самог себе.
Филм је своју премијеру имао у Србији на ФЕСТ-у 1. марта 2016. године.

## Радња
Пријатељство између Саре и Алисе проналази чудан и нагли крај након што Сара исповеди своје пориве, који премашују жеље тела. Под притиском околине, Алиса постаје отуђена, остављајући Сару да се бори са кошмарном усамљеношћу и репресијом, која поприма монструозан облик.

## Улоге
| Глумац            | Улога |
| ----------------- | ----- |
| Милена Ђуровић    | Сара  |
| Јелена Пузић      | Алиса |
| Јелена Ангеловски | Мајка |
| Сава Кесић        | Вук   |
| Момир Милошевић   | Момак |

## Награде
„Отворена” је на осмом „Мерлинка” филмском фестивалу проглашена за Најбољи дугометражни играни филм за 2016. годину.
Момир Милошевић је на 40. Фестивалу филмског сценарија у Врњачкој Бањи за филм добио специјалну награду за сценарио.